# Liga III
La Liga III, già Divizia C, è la terza divisione del campionato rumeno di calcio. Strutturata a carattere interregionale e gestita dallo stesso comitato organizzatore della Liga II per conto della federcalcio rumena, per importanza è preceduta dalla Liga I e dalla Liga II.

## Formato
L'ultima riorganizzazione della Liga III è stata effettuata a partire dalla stagione 2021-22, con la suddivisione in un numero di gruppi da 5 a 10, su base regionale, ognuno da 10 squadre. Ogni gruppo gioca un girone di andata e ritorno, con le prime quattro classificate che si qualificano per i play-off strutturati in 5 gironcini, mentre le altre 6 di ogni girone giocano anch'essi 5 gironi per decretare le tretrocessioni.

## Storia
Il campionato nacque nel 1936 con il nome di Divizia C, inizialmente con l'obiettivo di inserire un campionato che facesse da cuscinetto tra il sistema nazionale e quello regionale delle serie inferiori. Fino al 1963 si disputò con poca regolarità, venendo abolita in più occasioni per essere sostituita da una gestione totalmente regionale, e quando disputata aveva un formato variabile di stagione in stagione.
Dopo le prime due stagioni inaugurali (1936-37 e 1937-38), la Divizia C fu accantonata e riportata in attività saltuariamente, nelle stagioni 1946-47 e 1948-49, nonostante quest'ultima fosse stata abbandonata in corso. Un altro tentativo fu fatto negli anni '50, quando si disputarono le edizioni 1956, 1957-58 e 1958-59. Dopo un ulteriore stop, il campionato fu riattivato nel 1963 e fu sempre disputato da allora.
Nel 2006, per uniformarsi alle serie superiori, fu rinominata in Liga III.

## Albo d'oro

### Divizia C

#### Formato a 12 gironi (1982-1992)
| Stagione | Seria I                | Seria II         | Seria III         | Seria IV             | Seria V                 | Seria VI                | Seria VII                 | Seria VIII          | Seria IX                 | Seria X               | Seria XI                 | Seria XII              |
| -------- | ---------------------- | ---------------- | ----------------- | -------------------- | ----------------------- | ----------------------- | ------------------------- | ------------------- | ------------------------ | --------------------- | ------------------------ | ---------------------- |
| 1982-83  | Foresta Fălticeni      | Partizanul Bacău | Râmnicu Sărat     | Unirea Slobozia      | Plopeni                 | Chimia Turnu Măgurele   | Constructorul TCI Craiova | CFR Caransebeș      | Minerul Lupeni           | CFR Cluj              | Avântul Reghin           | Făgăraș                |
| 1983-84  | Paşcani                | FEPA 74 Bârlad   | Callatis Mangalia | AS Mizil             | Mecanica Fină București | Flacăra Moreni          | Drobeta-Turnu Severin     | Mureșul Deva        | Strungul Arad            | Arieșul Turda         | Unirea Alba Iulia        | Tractorul Brașov       |
| 1984-85  | Minerul Vatra Dornei   | Aerostar Bacău   | Delta Tulcea      | Dunărea Călărași     | ICSIM București         | Muscelul Câmpulung      | Electroputere Craiova     | Metalul Bocșa       | Înfrățirea Oradea        | Sighetu Marmației     | Mecanica Orăștie         | ICIM Brașov            |
| 1985-86  | Minerul Gura Humorului | Focșani          | FEPA 74 Bârlad    | Unirea Slobozia      | Autobuzul București     | ROVA Roșiori            | Pandurii                  | Minerul Paroșeni    | CFR Cluj                 | Unio Satu Mare        | Inter Sibiu              | Fortuna Poiana Câmpina |
| 1986-87  | Siretul Pașcani        | Vaslui           | Petrolul Ianca    | Sportul 30 Decembrie | Faur București          | Caracal                 | Gloria Reşiţa             | Progresul Timișoara | Arieșul Turda            | Minerul Baia Sprie    | Electromureș Târgu Mureș | Plopeni                |
| 1987-88  | Câmpulung Moldovenesc  | Aerostar Bacău   | Callatis Mangalia | Dunărea Călărași     | Metalul Bija            | Dacia Pitești           | Minerul Motru             | CFR Timișoara       | MInerul Cavnic           | Unirea Alba Iulia     | Avântul Reghin           | Fortuna Poiana Câmpina |
| 1988-89  | Foresta Fălticeni      | Vaslui           | Râmnicu Sărat     | Unirea Slobozia      | Autobuzul București     | Mecanică Fină București | Constructorul TCI Craiova | Vagonul Arad        | Mureșul Deva             | IMASA Sfântu Gheorghe | CFR Cluj                 | Someșul Satu Mare      |
| 1989-90  | Fortus Iași            | Borzești         | Dunărea Galați    | Callatis Mangalia    | Progresul Bucarest      | Electroputere Craiova   | Șoimii Sibiu              | Montana Sinaia      | Vulturii Textila Lugoj   | Aurul Brad            | Metalurgistul Cugir      | Sighetu Marmației      |
| 1990-91  | Relonul Săvinești      | FEPA 74 Bârlad   | Petrolul Ianca    | Portul Constanța     | Faur București          | Metrom Brașov           | Olt Scornicești           | Jiul IEELIF Craiova | Electromureș Târgu Mureș | MInerul Cavnic        | CFR Cluj                 | CS UM Timișoara        |
| 1991-92  | Paşcani                | Cotidianul Bacău | Delta Tulcea      | Plopeni              | Electrica Fieni         | Dunărea Călărași        | Dacia Pitești             | Mureșul Toplița     | Minerul Mătăsari         | Arsenal Reșița        | Șoimii Lipova            | Cuprom Baia Mare       |

#### Formato a 4 gironi (1997-1999)
| Stagione | Seria I            | Seria II          | Seria III            | Seria IV        |
| -------- | ------------------ | ----------------- | -------------------- | --------------- |
| 1997-98  | Laminorul Roman    | Cimentul Fieni    | Rulmentul Alexandria | Bihor Oradea    |
| 1998-99  | Diplomatic Focșani | Callatis Mangalia | Electro Bere Craiova | CS UM Timișoara |

#### Formato a 6-9 gironi (1999-2006)
| Stagione | Seria I             | Seria II            | Seria III          | Seria IV               | Seria V              | Seria VI              | Seria VII             | Seria VIII       | Seria IX           |
| -------- | ------------------- | ------------------- | ------------------ | ---------------------- | -------------------- | --------------------- | --------------------- | ---------------- | ------------------ |
| 1999-00  | Apemin Borsec       | Hondor Agigea       | Fulgerul Bragadiru | Cetate Deva            | Pandurii             | Minaur Baia Mare      |                       |                  |                    |
| 2000-01  | Moineşti            | Dacia Unirea Brăila | Inter Gaz Bucarest | Rapid II Bucarest      | Int. Curtea de Argeș | Minarul Zlatna        | IS Câmpia Turzii      | U Cluj           |                    |
| 2001-02  | Politehnica Iași    | Gloria Buzău        | Medgidia           | Rulmentul Alexandria   | Minerul Motru        | Corvinul Hunedoara    | Metrom Braşov         | CFR Cluj         |                    |
| 2002-03  | Moineşti            | Unirea Urziceni     | Juventus Bucarest  | Dacia Mioveni          | Râmnicu Vâlcea       | Jiul Petroșani        | Oltul Sfântu Gheorghe | Zalău            |                    |
| 2003-04  | Botoșani            | Dunărea Galați      | Otopeni            | Ghimbav                | Oltul Slatina        | Politehnica Timișoara | Unirea S.M.           | Unirea Dej       | Sibiu              |
| 2004-05  | Cetatea Suceava     | Portul Constanța    | Dunărea Giurgiu    | Fortuna Poiana Câmpina | Râmnicu Vâlcea       | CFR Timișoara         | Minerul Lupeni        | Forex Braşov     | Gloria Bistrița II |
| 2005-06  | Politehnica Iași II | Delta Tulcea        | Snagov             | Chimia Brazi           | Building Vânju Mare  | Râmnicu Vâlcea        | Auxerre Lugoj         | Minaur Baia Mare | Ghimbav            |

### Liga III

#### Formato a 6 gironi (2006-2014)
| Stagione | Seria I         | Seria II           | Seria III          | Seria IV              | Seria V               | Seria VI               |
| -------- | --------------- | ------------------ | ------------------ | --------------------- | --------------------- | ---------------------- |
| 2006-07  | Focșani         | Dinamo II Bucarest | Concordia Chiajna  | Drobeta-Turnu Severin | Arieșul Turda         | Liberty Salonta        |
| 2007-08  | Cetatea Suceava | Snagov             | Ploieşti           | Int. Curtea de Argeș  | Unirea S.M.           | Luceafărul Lotus B.F.  |
| 2008-09  | Râmnicu Sărat   | Steaua Bucarest II | Victoria Brănești  | Turnu Severin         | Fortuna Covaci        | Minaur Baia Mare       |
| 2009-10  | Brăila          | Viitorul Costanza  | Juventus Bucarest  | Alro Slatina          | Pandurii Târgu Jiu II | Voința Sibiu           |
| 2010-11  | Bacău           | Callatis Mangalia  | Chindia Târgoviște | Olt Slatina           | Luceafărul Oradea     | Maramures              |
| 2011-12  | Rapid Suceava   | Unirea Slobozia    | ACS Buftea         | Damila Măciuca        | Recaș                 | Corona Brașov          |
| 2012-13  | SC Bacău        | Gloria Buzău       | Berceni            | Minerul Motru         | Olimpia Satu Mare     | Unirea Tărlungeni      |
| 2013-14  | Dorohoi         | Voluntari          | Balotești          | Caransebeş            | Șoimii Pâncota        | Fortuna Poiana Câmpina |

#### Formato a 5 gironi (2014-2020)
| Stagione | Seria I           | Seria II          | Seria III             | Seria IV           | Seria V           |
| -------- | ----------------- | ----------------- | --------------------- | ------------------ | ----------------- |
| 2014-15  | Bucovina Pojorâta | Dunărea Călărași  | Chindia Târgoviște    | UTA Arad           | Minaur Baia Mare  |
| 2015-16  | Sepsi             | Juventus Bucarest | Afumați               | ASU Poli Timișoara | Luceafărul Oradea |
| 2016-17  | Știința Miroslava | Metaloglobus      | SCM Pitești           | Ripensia Timișoara | Hermannstadt      |
| 2017-18  | Aerostar Bacău    | Farul Costanza    | Petrolul Ploiești     | Viitorul Târgu Jiu | U Cluj            |
| 2018-19  | SCM Gloria Buzău  | Rapid Bucarest    | Turris Turnu Măgurele | CSM Reșița         | Csíkszereda       |
| 2019-20  | Aerostar Bacău    | Unirea Slobozia   | Slatina               | FCU Craiova        | Comuna Recea      |

#### Formato a 10 gironi (2020-2024)
| Stagione | Seria I          | Seria II      | Seria III | Seria IV             | Seria V            | Seria VI         | Seria VII          | Seria VIII    | Seria IX               | Seria X          |
| -------- | ---------------- | ------------- | --------- | -------------------- | ------------------ | ---------------- | ------------------ | ------------- | ---------------------- | ---------------- |
| 2020-21  | Bucovina Rădăuți | Oțelul Galați | Afumați   | CSA Steaua Bucarest  | Corona Brașov      | Vedița Colonești | Viitorul Șelimbăr  | Șoimii Lipova | Metalurgistul Cugir    | Minaur Baia Mare |
| 2021-22  | Botoșani         | Oțelul Galați | Afumați   | Progresul Spartac    | Székelyudvarhely   | Slatina          | CSM Reșița         | Dumbrăvița    | Hunedoara              | Minaur Baia Mare |
| 2022-23  | Foresta Suceava  | Metalul Buzau | Afumați   | Tunari               | Blejoi Vispeşti    | Alexandria       | Cetate Deva        | CSM Reșița    | Corvinul Hunedoara     | Bihor Oradea     |
| 2023-24  | Bucovina Rădăuți | Metalul Buzau | Afumați   | C.S. Dinamo Bucarest | Muscelul Câmpulung | Râmnicu Vâlcea   | Millenium Giarmata | Bihor Oradea  | Gloria Bistrița-Năsăud | Zalău            |